# Български футболисти шампиони в чужбина

## Рекордьори по титли
| 4 титли         |
| --------------- |
| Христо Стоичков |
| Стилиян Петров  |
| Иван Иванов     |

| 3 титли        |
| -------------- |
| Георги Пеев    |
| Божин Ласков   |
| Петър Златинов |

| 2 титли           |
| ----------------- |
| Димитър Бербатов  |
| Емил Костадинов   |
| Георги Миланов    |
| Красимир Борисов  |
| Венцислав Арсов   |
| Спас Джевизов     |
| Владислав Стоянов |
| Живко Миланов     |
| Георги Цингов     |

## Азербайджан
| Футболист         | Отбор            | Шампион – пъти | Позиция                 | Период     |
| ----------------- | ---------------- | -------------- | ----------------------- | ---------- |
| Петър Златинов    | Интер ПИК (Баку) | 2              | ляво крило, плеймейкър  | 2008, 2010 |
| Свилен Симеонов   | Интер ПИК (Баку) | 1              | вратар                  | 2008       |
| Георги Владимиров | Интер ПИК (Баку) | 1              |                         | 2008       |
| Станислав Бачев   | ФК Баку          | 1              | централен, ляв зашитник | 2009       |
| Александър Томаш  | ФК Баку          | 1              | зашитник                | 2009       |

## Австрия
| Футболист     | Отбор           | Шампион – пъти | Позиция   | Период |
| ------------- | --------------- | -------------- | --------- | ------ |
| Петко Петков  | Аустрия (Виена) | 1              | нападател | 1981   |
| Трифон Иванов | Рапид (Виена)   | 1              | защитник  | 1996   |

## Англия
| Футболист        | Отбор             | Шампион – пъти | Позиция             | Период    |
| ---------------- | ----------------- | -------------- | ------------------- | --------- |
| Димитър Бербатов | Манчестър Юнайтед | 2              | централен нападател | 2009 2011 |

## Беларус
| Футболист        | Отбор          | Шампион – пъти | Позиция                | Период |
| ---------------- | -------------- | -------------- | ---------------------- | ------ |
| Петър Златинов   | Динамо (Минск) | 1              | ляво крило, плеймейкър | 2004   |
| Владислав Мирчев | БАТЕ (Борисов) | 1              | централен нападател    | 2008   |

## Германия
| Футболист        | Отбор              | Шампион – пъти | Позиция   | Период |
| ---------------- | ------------------ | -------------- | --------- | ------ |
| Мариян Христов   | Кайзерслаутерн     | 1              | халф      | 1998   |
| Димитър Рангелов | Борусия (Дортмунд) | 1              | нападател | 2011   |

В хода на сезон 2010/11 Димитър Рангелов записва само един мач за Борусия (Дортмунд) в първа Бундеслига, след което е преотстъпен на Макаби (Тел-Авив).

## Гърция
| Футболист     | Отбор                | Шампион – пъти | Позиция      | Период |
| ------------- | -------------------- | -------------- | ------------ | ------ |
| Георги Цингов | Лариса               | 1              |              | 1988   |
| Христо Колев  | Панатинайкос (Атина) | 1              | полузащитник | 1990   |

## Испания
| Футболист       | Отбор             | Шампион – пъти | Позиция             | Период              |
| --------------- | ----------------- | -------------- | ------------------- | ------------------- |
| Христо Стоичков | Барселона         | 4              | нападател, крило    | 1991 1992 1993 1994 |
| Любослав Пенев  | Атлетико (Мадрид) | 1              | централен нападател | 1996                |

## Казахстан
| Футболист     | Отбор  | Шампион – пъти | Позиция   | Период |
| ------------- | ------ | -------------- | --------- | ------ |
| Атанас Курдов | Астана | 1              | нападател | 2014   |

## Кипър
| Футболист        | Отбор                         | Шампион – пъти | Позиция                      | Период     |
| ---------------- | ----------------------------- | -------------- | ---------------------------- | ---------- |
| Красимир Борисов | Омония (Никозия)              | 2              |                              | 1983 1984  |
| Венцислав Арсов  | Омония (Никозия)              | 2              | полузащитник                 | 1983 1984  |
| Спас Джевизов    | Омония (Никозия)              | 2              | нападател                    | 1986 1987  |
| Живко Миланов    | АПОЕЛ (Никозия)               | 2              | десен защитник, ляв защитник | 2016, 2017 |
| Емил Спасов      | Омония (Никозия)              | 1              | нападател                    | 1989       |
| Петър Зехтински  | Омония (Никозия)              | 1              | полузащитник                 | 1989       |
| Георги Цингов    | Омония (Никозия)              | 1              |                              | 1989       |
| Методи Деянов    | Анортозис Фамагуста (Ларнака) | 1              | атакуващ халф                | 2006       |

## Литва
| Футболист     | Шампион – пъти | Отбор | Позиция            | Период |
| ------------- | -------------- | ----- | ------------------ | ------ |
| Янко Вълканов | ФБК Каунас     | 1     | централен защитник | 2007   |

## Република Македония
| Футболист       | Отбор               | Шампион – пъти | Позиция | Период |
| --------------- | ------------------- | -------------- | ------- | ------ |
| Божидар Стойчев | Работнички (Скопие) | 1              |         | 2014   |
| Петър Петров    | Работнички (Скопие) | 1              |         | 2014   |

## Малта
| Отбор            | Шампион – пъти     | Отбор   | Позиция   | Период    |
| ---------------- | ------------------ | ------- | --------- | --------- |
| Емил Янчев       | Биркиркара Марса   | 2 (1+1) |           | 2006 2007 |
| Красимир Манолов | ФК Валета          | 1       | нападател | 1984      |
| Йордан Филипов   | Рабат Аякс         | 1       | вратар    | 1985      |
| Борис Хвойнев    | ФК Валета          | 1       |           | 1999      |
| Иван Василев     | ФК Валета          | 1       | защитник  | 2001      |
| Румен Гълъбов    | Хибърниънс (Паола) | 1       |           | 2009      |

## Молдова
| Футболист         | Отбор            | Шампион – пъти | Позиция             | Период    |
| ----------------- | ---------------- | -------------- | ------------------- | --------- |
| Владислав Стоянов | Шериф (Тираспол) | 2              | вратар              | 2010 2012 |
| Исмаил Иса        | Шериф (Тираспол) | 1              | централен нападател | 2014      |
| Божидар Митрев    | Шериф (Тираспол) | 1              | вратар              | 2016      |

## Полша
| Футболист          | Отбор           | Шампион – пъти | Позиция             | Период |
| ------------------ | --------------- | -------------- | ------------------- | ------ |
| Радостин Станев    | Легия (Варшава) | 1              | вратар              | 2002   |
| Цветан Генков      | Висла (Краков)  | 1              | централен нападател | 2011   |
| Михаил Александров | Легия (Варшава) | 1              | полузащитник        | 2016   |

## Португалия
| Футболист       | Отбор              | Шампион – пъти | Позиция          | Период    |
| --------------- | ------------------ | -------------- | ---------------- | --------- |
| Емил Костадинов | Порто              | 2              | нападател, крило | 1992 1993 |
| Петър Михтарски | Порто              | 1              | нападател        | 1992      |
| Ивайло Йорданов | Спортинг (Лисабон) | 1              | нападател, халф  | 2000      |

## Русия
| Футболист      | Отбор            | Шампион – пъти | Позиция                          | Период    |
| -------------- | ---------------- | -------------- | -------------------------------- | --------- |
| Георги Миланов | ЦСКА (Москва)    | 2              | полузащитник                     | 2014 2016 |
| Ивелин Попов   | Спартак (Москва) | 1              | атакуващ полузащитник, нападател | 2017      |

## Сърбия
| Футболист        | Отбор                    | Шампион – пъти | Позиция                   | Период    |
| ---------------- | ------------------------ | -------------- | ------------------------- | --------- |
| Благой Георгиев  | Цървена звезда (Белград) | 1              | полузащитник, дясно крило | 2007      |
| Иван Иванов      | Партизан (Белград)       | 2              | централен защитник        | 2012 2013 |
| Иван Бандаловски | Партизан (Белград)       | 1              | десен бек                 | 2015      |

## Турция
| Футболист       | Отбор                  | Шампион – пъти | Позиция                     | Период |
| --------------- | ---------------------- | -------------- | --------------------------- | ------ |
| Шевкет Мустафов | Галатасарай (Истанбул) | 1              |                             | 1993   |
| Ивайло Петков   | Фенербахче (Истанбул)  | 1              | централен защитник, ляв бек | 2004   |
| Димитър Иванков | Бурсаспор              | 1              | вратар                      | 2010   |

## Украйна
| Футболист   | Отбор         | Шампион – пъти | Позиция     | Период         |
| ----------- | ------------- | -------------- | ----------- | -------------- |
| Георги Пеев | Динамо (Киев) | 3              | дясно крило | 2001 2003 2004 |

## Холандия
| Футболист        | Отбор               | Шампион – пъти | Позиция   | Период |
| ---------------- | ------------------- | -------------- | --------- | ------ |
| Андрей Желязков  | Фейенорд (Ротердам) | 1              | нападател | 1984   |
| Николай Михайлов | Твенте (Еншеде)     | 1              | вратар    | 2010   |

## Чехословакия
| Футболист    | Отбор         | Шампион – пъти | Позиция   | Период         |
| ------------ | ------------- | -------------- | --------- | -------------- |
| Божин Ласков | ШК Братислава | 3              | нападател | 1949 1950 1951 |

## Швейцария
| Футболист         | Отбор           | Шампион – пъти | Позиция                | Период    |
| ----------------- | --------------- | -------------- | ---------------------- | --------- |
| Лозан Коцев       | Лозанспорт      | 1              |                        | 1935      |
| Петър Александров | Аарау           | 1              | нападател              | 1993      |
| Мартин Петров     | Сервет (Женева) | 1              | Ляво крило / Нападател | 1999      |
| Иван Иванов       | Базел           | 2              | централен защитник     | 2014 2015 |

## Шотландия
| Футболист      | Отбор            | Шампион – пъти | Позиция      | Период              |
| -------------- | ---------------- | -------------- | ------------ | ------------------- |
| Стилиян Петров | Селтик (Глазгоу) | 4              | полузащитник | 2001 2002 2004 2006 |

Информацията е актуална към 9 май 2017 г.